# Organisation des nationalistes ukrainiens
 (mai 2014).
Si vous disposez d'ouvrages ou d'articles de référence ou si vous connaissez des sites web de qualité traitant du thème abordé ici, merci de compléter l'article en donnant les références utiles à sa vérifiabilité et en les liant à la section « Notes et références ».
L'Organisation militaire ukrainienne (UVO) qui préfigure le nationalisme intégral ukrainien est créée en 1920 par un groupe d'anciens officiers des Fusiliers de la Sitch dont Yevhen Konovalets et de l'Armée ukrainienne de Galicie. En 1929, l'UVO rejoint les rangs de la génération montante des jeunes nationalistes pour créer l'organisation des nationalistes ukrainiens (OUN), sous la direction de Yevhen Konovalets. 
L'Organisation des nationalistes ukrainiens ou OUN (en ukrainien : Організація українських націоналістів, Orhanizatsiya ukrayins'kykh natsionalistiv ou ОУН) est un mouvement nationaliste extrémiste ukrainien créé en 1929 lors d’un congrès fondateur à Vienne, par Yevhen Konovalets et Andriy Melnyk. Elle englobe l'Organisation militaire ukrainienne (UVO). Son but est de maintenir la force de la nation ukrainienne par la dictature.
En février 1940, au cours d'un congrès de l'OUN à Cracovie (alors en territoire sous contrôle allemand), Stepan Bandera s’oppose à Andriy Melnyk et fonde une aile plus radicale. Il résulte de ce conflit deux courants rivaux, identifiables par l'initiale de leurs leaders : l'OUN-B (ou les « Banderivtsi »), celui de Bandera ; l'OUN-M (ou les « Melnykivtsi ») dirigée par Melnyk. Toutes deux sont financées par l'Abwehr et plus particulièrement par la section II de l'Abwehr consacrée au sabotage.
A compter de 1945, l'OUN-B poursuit son action armée contre les Soviétiques, et maintient une activité politique et militaire clandestine en Ukraine jusqu’à la fin des années 1950. Elle disparaît alors d’Ukraine avec la dernière arrestation enregistrée qui daterait de 1958. L’OUN-B maintient cependant une organisation active dans la diaspora ukrainienne. Après la disparition de l'Union soviétique fin 1991, l'OUN reprend son activité en Ukraine, où elle se réorganise sous le nom de Congrès des nationalistes ukrainiens.
Au cours de son existence, l'OUN acquit une très grande influence dans les différentes couches de la société. Son principal succès réside dans sa capacité à assurer la poursuite de la lutte pour l'indépendance ukrainienne, notamment après la Seconde Guerre mondiale au sein de l’Union soviétique.

## Emblèmes

Emblème de l'OUN-M
Drapeau de l'OUN-M.
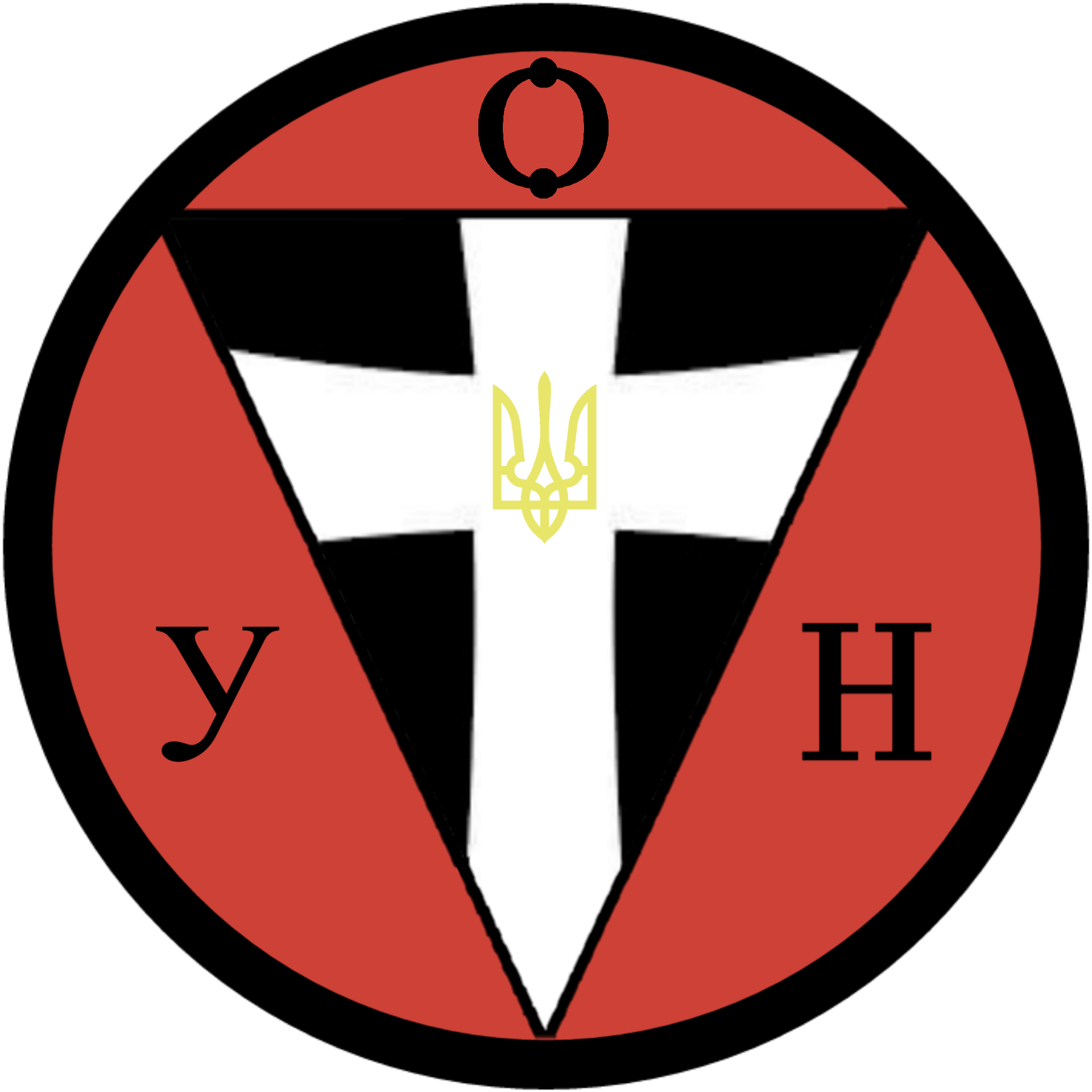
Emblème de l'OUN-B
Drapeau de l'OUN-B

## Contexte: naissance du nationalisme ukrainien
La cause indépendantiste ukrainienne connut deux phases dans son histoire contemporaine. La première fut incarnée par les mouvements socialistes (et dans une moindre mesure libéraux) modérés et démocratiques qui apparurent à la fin du XIXe siècle et perdurèrent jusque dans les années 1920. Ce sont ces mouvements qui donnèrent naissance et dirigèrent la République populaire ukrainienne. La seconde phase est incarnée par les mouvements nationalistes qui au cours du temps et des revers passèrent d'une conception politique radicale vers un modèle plus modéré et démocratique.
Le nationalisme, au sens idéologique du terme, c'est-à-dire le nationalisme intégral, apparaît en Ukraine à partir des années 1920. Il naquit de la frustration, notamment parmi certains responsables militaires ukrainiens à l'image de Yevhen Konovalets, de la disparition de la République populaire ukrainienne.
Les membres de l'OUN, dans leur recherche des causes de l'échec de la lutte pour l'indépendance ukrainienne (1917-1920) furent convaincus que les masses avaient cherché un État indépendant mais qu'elles avaient été déçues et frustrées par le manque de leadership gouvernemental. La critique de ce manquement augmenta en un rejet systématique des principes démocratiques et socialistes qui fut la marque du mouvement national ukrainien à la fin du XIXe siècle et du début du XXe siècle.
Les traditions humanistes de la pré-révolution dont étaient empreints les dirigeants ukrainiens ont été qualifiées de naïves et manquant de conviction nationale. Les membres de l'organisation des nationalistes ukrainiens condamneront et reprocheront aux partis socialistes de l'époque et à leurs dirigeants leur modération et de n'avoir su préserver l'indépendance du pays. Ils estimèrent que leur époque exigeait de nouvelles formes d'action révolutionnaire qui pourraient correspondre à la cruauté et à la détermination manifestée par les ennemis de l'Ukraine.
Le nationalisme intégral apparaît également comme le ferment spirituel d'une jeune génération protestant contre les répressions meurtrières du régime soviétique et cherchant un sens face à l'effondrement de la République populaire ukrainienne. Les premières tentatives pour créer des organisations nationalistes proviennent de Galicie et des cercles issus de l'émigration comme le Groupe national de la jeunesse ukrainienne de Prague, la Ligue des nationalistes ukrainiens et l'Union de la jeunesse nationaliste ukrainienne de Lviv.
À ces organisations s'ajoute le Parti ukrainien du travail national dirigé par Dmytro Dontsov, Dmytro Paliiv et Volodymyr Kuzmovych. Leurs opinions aux penchants nationalistes apparaissent dans la revue Zahrava de 1923 à 1924. C'est Dmytro Dontsov, journaliste, qui cristallisa l'idéologie nationaliste ukrainienne, en particulier après avoir publié un travail très influent intitulé Nationalisme en 1926. Parmi les autres grands idéologues du mouvement on peut citer Rozbudova natsiï, Dmytro Andriievsky, Volodymyr Martynets, Mykola Stsiborsky et Yuliian Vassyian.

## Avant la Seconde Guerre mondiale
Dès le début des années 1930, les nationalistes ukrainiens se rapprochent des forces spéciales nazies[Quoi ?] et ne rompront les liens qu'en 1943[réf. nécessaire]. Beaucoup des membres de l'OUN sont des agents nazis fournissant des renseignements et commettant attentats, sabotages et assassinats sur commande : en 1934, l'OUN assassine à Varsovie le ministre de l'Intérieur polonais Bronisław Pieracki.
En 1938, Konovalets, fondateur de l’OUN, est assassiné à Rotterdam par un commando du NKVD. Andriy Melnyk lui succède à la tête de l'OUN.
Le régime nazi met à la disposition de l’OUN des camps d’entraînement autour de Berlin, en Bavière autour du lac Chiemsee puis à Quenzgut, le quartier général de la section sabotage de l'Abwehr près de Berlin. Ces troupes sont entraînées pour faire du sabotage en Pologne et en Ukraine. Les Japonais financent également l'organisation puisque de nombreux habitants de Mandchourie sont d'origine ukrainienne.
En mars 1939, les relations se tendent avec l'Abwehr quand Hitler envisage de donner la Ruthénie ukrainienne aux Hongrois qui réprimeront le mouvement nationaliste ukrainien. Après le 23 août 1939 et le Pacte germano-soviétique, l'Abwehr cesse d’entraîner l'UPA. Mais l'entraînement est simplement repris en main par leurs alliés japonais de l’Allemagne.

## Seconde Guerre mondiale
En 1939, après l'invasion de la Pologne, l'OUN en Pologne amorce une collaboration dirigée contre l'Union soviétique avec l'Allemagne nazie. En 1940, l'OUN éclate entre OUN-B de Stepan Bandera, plus radicale et plus influente, et l'OUN-M.
Après la conquête de la Pologne (qui a eu lieu en septembre 1939), en février 1940, au cours d'un congrès de l'OUN à Cracovie (alors en territoire sous contrôle allemand), Stepan Bandera défie Andriy Melnyk et fonde une aile plus radicale : on distingue alors deux OUN rivales, identifiables par l'initiale de leurs leaders : l'OUN-B (ou les « Banderivtsi »), celle de Bandera ; l'OUN-M (ou les « Melnykivtsi ») dirigée par Melnyk. Toutes deux sont financées par l'Abwehr et plus particulièrement par la section II de l'Abwehr consacrée au sabotage..
Durant l'hiver 1940-1941, l'Abwehr construit un nouveau camp d'entraînement en Neuhammer, en Silésie alors allemande. Y sont entraînés les membres de l'OUN et des volontaires ukrainiens pour la future invasion de l'URSS (opération Barbarossa). Les troupes sont dirigées par le commandant ukrainien Skonprynka, conseillé par le lieutenant allemand Herzner et le professeur allemand Oberländer. Ces troupes sont regroupées en un régiment appelé Nachtigall, en l'honneur d'une chanson cosaque. Le but de cette unité est d'infiltrer les lignes soviétiques avant l'attaque du 22 juin 1941, et de pratiquer le sabotage, en coupant les lignes téléphoniques, en faisant sauter des ponts, etc.
En avril 1941, Stepan Bandera, Iaroslav Stetsko et les autres membres de l'OUN-B organisent un second congrès de l'OUN à Cracovie. Il y est dit que « les Juifs sont les principaux soutiens de l'URSS (...) l'OUN combat les Juifs ». À la veille de l'opération Barbarossa, les agents de l'OUN fournissent de nombreux renseignements aux Allemands.
Dès juin 1941, 8 jours après l'invasion allemande de l'Union soviétique, l'OUN-B tente de proclamer un  État indépendant en Ukraine, ce qui, malgré l'alliance en cours, est refusée par l'Allemagne, laquelle entame la répression contre l'organisation, tuant ou arrêtant ses dirigeants. Stepan Bandera est envoyé en camp de concentration.
Le 22 juin 1941, avertis du massacre par le NKVD des espions emprisonnés dans la prison de Lviv, l’OUN anticipe le départ des Soviétiques de quelques heures. Ayant pris le contrôle de la station radio de Lviv, les nationalistes ukrainiens déclarent l'indépendance le 30 juin 1941. Mais Hitler n'est pas de cet avis et fait dissoudre le régiment Nachtigall. Le 1er juillet 1941 dans la cathédrale de Lviv, le métropolite André Cheptytsky consacre Iaroslav Stetsko comme Premier ministre du nouvel État ukrainien. L'OUN-B et l'OUN-M devancent les nazis dans leurs opérations de liquidation des Juifs et des hommes soupçonnés de soutenir l'URSS : par exemple, le 4 juillet 1941, avant l'arrivée prévue des troupes allemandes, des nationalistes ukrainiens assassinent 19 Juifs à Trembowla ; à l'aéroport de Vinnytsia, les nationalistes ukrainiens prennent une part active au massacre des Juifs (femmes et enfants compris). Les tensions entre l'OUN-B et l'OUN-M s'accroissent : le 30 août 1941, un homme de Bandera assassine deux chefs de l’OUN de Melnyk.
Début 1942, l'OUN-M, qui collaborait toujours avec les nazis, est à son tour réprimée par ceux-ci, son activité nationaliste étant vue comme préjudiciables aux projets nazis de transformer les territoires de l'est en simples colonies allemandes.
En 1943, l'OUN-B entame la lutte armée contre les nazis, contre les partisans ukrainiens pro-soviétiques, et à l'occasion contre ses rivaux nationalistes de l'OUN-M, qui sont de facto obligés de se rallier ou de cesser leurs activités.
L'Armée insurrectionnelle ukrainienne, ou UPA, est créée en 1942 par Stepan Bandera et Roman Choukhevytch. L'Armée insurrectionnelle d'Andriy Melnyk est, elle, créée au printemps 1943. Des deux branches de l’OUN, l'OUN-B (complétée de l'UPA) est de loin la plus importante et finit par absorber la seconde en juillet-août 1943.

## L'après-guerre
Après la reconquête soviétique, l'OUN-B continue son action armée contre les Soviétiques, et maintient une activité politique et militaire clandestine en Ukraine jusque dans les années 1950. Après sa disparition sur le terrain (la dernière arrestation enregistrée daterait de 1958), l'OUN-B devient une organisation surtout active dans la diaspora ukrainienne.
Après la disparition de l'Union soviétique fin 1991, l'OUN reprend son activité en Ukraine, où elle se réorganise sous le nom de Congrès des nationalistes ukrainiens.

## Idéologie et programme politique
Tout comme les autres mouvements nationalistes à travers le monde, l'OUN adopta une forme d'idéalisme moral et célébra l'héroïsme, les vertus du courage, de la fidélité et de l'auto-sacrifice. Elle chercha à développer un nouveau type d'homme, un homme fort, inflexible, fanatiquement attaché aux idéaux de son mouvement, respectant sa discipline, prêt à sacrifier et se sacrifier pour la cause.
Les nationalistes considéraient la nation comme un idéal et rejetaient les valeurs politiques qui ne s'y rapportaient pas. Contrairement à la majorité de ceux qui se sont impliqués dans la création du premier État ukrainien moderne et qui considéraient la notion d'indépendance nationale comme universelle, symbole de liberté et de justice, les nationalistes vont la considérer d'abord comme une lutte pour l'existence, basée sur les rapports de forces.
L'UVO puis l'OUN estimaient que la succession continue de sabotages et d'actions terroristes à l'encontre des puissances étrangères contrôlant les terres ukrainiennes permettrait de maintenir les masses dans un état constant de ferveur révolutionnaire. Ces différents actes devaient mener à la renaissance d'un État ukrainien. Opposé au nouvel ordre soviétique en Ukraine, l'OUN rejetait également toute tentative de promouvoir auprès de la Pologne la cause ukrainienne par le biais de l'action politique. Ces efforts étaient jugées comme opportunistes et / ou minimalistes.
Le mouvement ne se limitait pas aux affaires politiques, mais cherchait également à contrôler les milieux culturels, notamment la littérature qui pouvait agir comme un important moyen pour façonner la société. L'OUN cherchait à étendre son influence sur les institutions et les organisations ukrainiennes situées en dehors de l'URSS. La coopération avec d'autres partis politiques était occasionnelle et généralement de nature tactique.
L’OUN, dans sa doctrine, consacrait peu d'attention aux problèmes socio-économiques. Son hostilité au socialisme était sans équivoque. En outre, les nationalistes ne faisaient pas de différence entre les communistes et les partis socialistes modérés et démocratiques (présents en Galicie). Ils présentaient les socialistes ukrainiens comme des demi-communistes. Ils rejetaient également le libéralisme.
L'OUN concevait l'avenir politique de l'Ukraine dans un système de parti unique. Il y aurait eu une seule organisation politique structurée de manière hiérarchique, laquelle aurait été gouvernée par un chef suprême, le  Vojd', qui aurait été à la fois chef de file de l'organisation et chef de l'État. Il y aurait également eu un encadrement et un endoctrinement pour les jeunes cadres du parti.
Idéologiquement, les mouvements les plus proches de l'organisation des nationalistes ukrainiens étaient, à ses débuts, la garde de fer roumaine, le parti du peuple slovaque ou encore les membres du Camp radical national polonais. Mais le nationalisme intégral ukrainien était avant tout un phénomène unique. L'organisation ne fut que partiellement influencée par les modèles politiques étrangers. Les théories racistes et l'antisémitisme n'étaient pas une partie intrinsèque de l'organisation.
À ses débuts autoritaire et en certains points proche de l'idéologie fasciste, l'OUN va progressivement se démocratiser. Les premiers signes perceptibles de cette nouvelle orientation sont les décisions politiques prises en 1943 au cours du 3e congrès de l'organisation. Ce virage idéologique est dû en grande partie à l'expérience des totalitarismes.

## Personnalités
- Mykola  Ostapovych Radeĭko engagé dès l'âge de 17 ans en 1937. Devient chef de l'une des branches armées dans la région de Lemko[8].